# Lahojsk
Lahojsk (belarussisch Лагойск/Lahojsk, russisch Логойск/Logoisk) ist eine belarussische Stadt in der Minskaja Woblasz mit 11.000 Einwohnern (Stand 2009) und ist das Verwaltungszentrum des Rajons Lahojsk. Die Stadt liegt etwa 38 km nordöstlich von der Hauptstadt Minsk.

## Geschichte

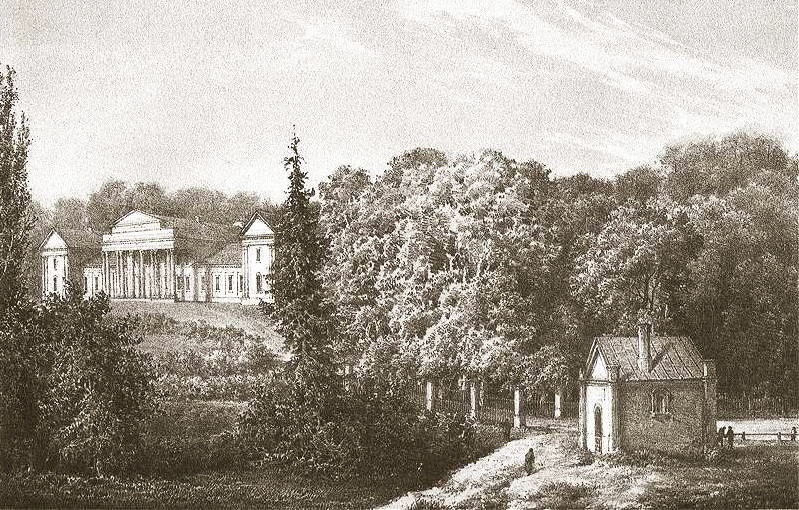
Schloss Tyszkiewicz, Gemälde von Napoleon Orda

Der Ort wurde erstmals 1078 erwähnt. Lahojsk war im 12. Jahrhundert das Zentrum eines kleinen Fürstentums, das dem Fürstentum Polozk einverleibt und Teil des Großfürstentums Litauen wurde. In der Folge geriet Lahojsk unter die Herrschaft von Jogaila, Skirgaila und der Fürsten von Czartoryski. Im 18. und 19. Jahrhundert befand sich hier der Sitz der Familie Tyszkiewicz.
Im Krieg gegen das Khanat der Krim wurde die Stadt 1505 von Tataren erobert und geplündert, im Großen Nordischen Krieg zu Beginn des 18. Jahrhunderts dann von Schweden erobert. 1765 wurde hier ein Kloster der Basilianer errichtet. Nach der Zweiten Teilung Polens kam Lahojsk an das Kaiserreich Russland. 1814–1819 erbaute die Familie Tyszkiewicz ein Schloss, das im Zweiten Weltkrieg zerstört wurde.
1890 lebten in der Stadt 1180 Einwohner, wovon die Mehrheit Juden waren (685 Personen). Es gab am Ort eine Synagoge, eine orthodoxe und eine katholische Kirche.
1918 wurde Lahojsk Teil der kurzlebigen Weißrussischen Volksrepublik und gehörte danach zur Belorussischen Sowjetrepublik als Teil der UdSSR. Seit 1924 ist Lahojsk Verwaltungssitz des gleichnamigen Rajons.
Im September 1941 ermordete die Einsatzgruppe B in Lahojsk mit Unterstützung eines Kommandos der SS-Division Das Reich 920 Juden.

## Söhne und Töchter der Stadt
- Uladsimir Miklascheuski (* 1983), Biathlet
- Iryna Babezkaja (* 1986), Biathletin